# Mi familia perfecta
Mi familia perfecta é uma telenovela estadounidense produzida por Telemundo Global Studios para Telemundo em 2018. Criada por José Vicente Spataro e gravada em Doral, Flórida..
Protagonizada por Jorge Luis Moreno e Sabrina Seara (depois de terem participado de El Señor de los Cielos), co-protagonizada por Gala Montes, Mauricio Henao, Laura Chimaras, Gabriel Tarantini e Ainhoa Paz e com a participaçõ antagônica de Sonya Smith, Natasha Domínguez y  Daniela Navarro. Também conta com as atuações estelares de Laura Flores, Coraima Torres, Karla Monroig y Juan Pablo Shuk.

## Trama
A história gira em torno da família Guerreiro, uma família unida e disfuncional, formada por cinco irmãos que ficam sozinhos nos Estados Unidos quando seu pai morre e sua mãe é deportada.

## Elenco
- Jorge Luis Moreno - José María Guerreiro Solís "O Patas"
- Sabrina Seara - Erika Ramírez Montes
- Laura Flores - Irma Solís vda. de Guerreiro / de Mendoza
- Sonya Smith - Dakota Johnson
- Gala Montes - Marisol Guerreiro Solís
- Mauricio Henao - Santiago Vélez Cortés
- Laura Chimaras - Rosa Guerreiro Solís
- Gabriel Tarantini - Julián Guerreiro Solís
- Ainhoa Paz - Liliana "Lili" Guerreiro Solís
- Coraima Torres - Amparo Cortés de Vélez
- Karla Monroig - Camila García de Pérez
- Juan Pablo Shuk - Miguel Ángel Vélez
- Natasha Domínguez - Ashley Johnson
- Beatriz Monroy - Francisca Vermelhas "Panchita"
- Daniela Navarro - Antonia Martínez de Correntes
- Roberto Plantier - Vicente Correntes
- José Guillermo Cortines - Alberto "Tito" Pérez
- Estefany Oliveira - Megan Summers
- Michelle Taurel - Tiffany Johnson
- Jerry Rivera - Eddie Pérez García
- Michelle de Andrade - Genesis Pérez García
- Laura Vieira - Andrea Fox
- Paulina Matos - Penelope Díaz
- Ana Wolfermann - Sandra "Sandy" Ryan
- Francisco Loiro - Daniel Mendoza
- Ricardo Álamo - Rafael
- Beatriz Valdes - Mireya Montes de Ramírez
- Victor Coroa - Gregorio
- Fernando Pacanins - Licenciado Reinaldo Vargas
- Ana Sobero - Florinda
- Tasha Sulkowska - April Thomas
- Megaly Pefig - Facilitadora Centro de Rehabilitacion
- Jeffry Batista - Pachuco
- Carlos Deita-Milian - Doutor Puig
- Anthony Alvarez - Derrick
- Enrique Montaño - Marcos
- Veronica Schneider - Alma Izaguirre
- Mathero Cruz - Danielito
- Diana Marcoccia - Martita
- Adrian Mas - Advogado Morrison
- Johnny Ray Giibs - Táxi Driver
- Luke Grande - Cliente
- Andy Guze - Johnny
- Diego Herrera - Maddox
- Grant Koo - Chinês
- Noa Lindberg - Recepcionista